# 産経プロアマトーナメント戦
産経プロアマトーナメント戦（さんけいプロアマトーナメントせん）は、日本の囲碁の棋戦。2005年創設。関西棋院所属のプロ棋士とアマチュア各16名の計32名が出場する。主催は産経新聞社、関西棋院。優勝賞金100万円。対局の棋譜は産経新聞夕刊に掲載される。2018年の第14回を以て、棋戦休止となったことが報じられている。

## 方式
- トーナメント戦で行う。一回戦ごとに組合せ抽選を実施。本戦はプロ16名、アマ16名。アマは、インターネット囲碁のパンダネット予選が本戦1名、一斉予選による本戦進出者が12名、主催者推薦が数名。シードは前期4強。
- 1回戦はプロとアマチュアが対局し、手合割は、プロ対男性アマは定先、プロ対女性アマは二子、プロ同士は互先。
- 互先のコミは6目半。
- 持時間は各1時間30分、残り5分から秒読み（対局時計使用）。

## 歴代優勝者と決勝戦
（左が優勝者）
1. 2005年 結城聡 - 清成哲也
2. 2006年 結城聡 - 坂井秀至
3. 2007年 結城聡 - 坂井秀至
4. 2008年 瀬戸大樹 - 平岡聡（アマ）
5. 2009年 結城聡 - 洪マルグンセム（アマ）
6. 2010年 結城聡 - 矢田直己
7. 2011年 村川大介 - 倉橋正行
8. 2012年 村川大介 - 中野泰宏
9. 2013年 中野泰宏 - 柳田朋哉（アマ）
10. 2014年 村川大介 - 瀬戸大樹
11. 2015年 瀬戸大樹 - 村川大介
12. 2016年 坂井秀至 - 村川大介
13. 2017年 古谷裕 - 新垣朱武
14. 2018年 村川大介 - 清成哲也

## エピソード
- 第11回以降、欧州や米国のプロ棋士を招待している。
  - 第11回は、プロ予選に欧州囲碁連盟所属の2名のプロ棋士が初参加し、アリ・ジャバリン初段が斎藤正八段に勝利。欧州囲碁連盟所属棋士が公式戦で日本の棋士に勝った初めての例となった。尚予選2回戦で中野泰宏九段に敗れ本戦入りはならなかった[2]。
  - 第12回は、プロ予選に米国囲碁協会のプロ棋士が初参加し、米国囲碁協会のアンディ・リュウ初段が、初戦で今井一宏六段、2回戦で高嶋湧吾初段、予選決勝で河英一六段に勝利し、米国囲碁協会所属棋士が日本の公式戦で初めて本戦に出場した[3]。